# Watanabe Makoto
Makoto Watanabe (sinh ngày 25 tháng 9 năm 1980) là một cầu thủ bóng đá người Nhật Bản.

## Sự nghiệp câu lạc bộ
Makoto Watanabe đã từng chơi cho Ventforet Kofu và Kataller Toyama.